# جيمس إل. واتسون
جيمس إل. واتسون (بالإنجليزية: James L. Watson)‏ هو عالم إنسان أمريكي، ولد في 6 أغسطس 1947.